# فرودگاه ال تئولچی
فرودگاه ال تئولچی (به انگلیسی: El Tehuelche Airport) (به زبان بومی: Aeropuerto El Tehuelche) یک فرودگاه همگانی با کد یاتا PMY است . این فرودگاه در شهر پورتو مادرین کشور آرژانتین قرار دارد .

## شرکت‌های هواپیمایی و مقصدهای پروازی
| شرکت‌های هواپیمایی  | مقصدهای پروازی |
| ------------------ | --- |
| آندس لینئاس آئرئاس | محله هوایی یورگ نوبری |
| ال‌ای‌دی‌ئی           | محله هوایی یورگ نوبری، ژنرال انریکو ماسکونی، کامندنتی ارماندو توولا، آستور پیاتزولا، تنینته لوییس کندلاریا، اوشوآیا – مالویناس آرجنتیناس، گبرنیدر ادگاردو کاستلو |